# Томислав Пајовић
Томислав Пајовић (Ужице, 15. март 1986) бивши је српски фудбалер. Играо је на позицији штопера.

## Биографија
Пајовић је 2000. године из Ариља прешао у млађе категорије београдског Партизана. За Партизанов први тим није заиграо већ је био на позајмицама у Телеоптику, Динаму из Врања и Бежанији. По истеку уговора са Партизаном, Пајовић је играо у Чукаричком а затим и три године у Раду где је носио и капитенску траку. У јуну 2012. потписао је за молдавски Шериф из Тираспоља. У фебруару 2013. прослеђен је на позајмицу у Партизан до краја сезоне. Са Партизаном је освојио Суперлигу Србије у сезони 2012/13.
Након поновног вишегодишњег наступања у иностранству, Пајовић се почетком 2017. вратио у Рад, где се задржао до краја такмичарске 2016/17. у Суперлиги Србије. Касније, до краја календарске године, наступао је за екипу Земуна. Пајовић је током 2018. играо за узбекистански Навбахор, после чега је у зимском прелазном року сезоне 2018/19. представљен као појачање сурдуличког Радника. Након полусезоне у екипи Радника, Пајовић је у јуну 2019. прешао у Напредак из Крушевца. У јулу 2020. се прикључио екипи Колубаре. Током календарске 2021. године наступао је за Будућност из Добановаца у Првој лиги Србије. Током пролећа 2022. носио је дрес Смедерева у Српској лиги Запад.

## Трофеји

### Партизан
- Суперлига Србије: 2012/13.